# Jean-Denis Bredin
Pour l’article homonyme, voir Bredin.
Jean-Denis Bredin, né Jean-Denis Hirsch le 17 mai 1929 à Paris et mort le 1er septembre 2021 dans la même ville, est un professeur de droit, avocat, écrivain et académicien français.

## Biographie

### Origines et jeunesse

#### Famille
Jean-Denis Bredin est issu, par son père, l'industriel Claude Hirsch-Bredin, d’une famille de Juifs alsaciens et, par sa mère, Denise Barry, catholique, de la haute bourgeoisie parisienne,.
Dans ses romans à caractère autobiographique,, il raconte une enfance partagée entre deux cultures, où d’un côté le travail et la rigueur étaient vertus cardinales, de l’autre primaient l’élégance et le goût pour la culture, la musique. Très jeune, il est marqué par le divorce de ses parents, puis, en 1939, alors qu’il n’a que 10 ans, par la mort de son père avec lequel il vivait. Il apprendra plus tard que cet homme n'était pas son père biologique. Il évoque rapidement cet épisode, sans vouloir s'étendre sur cette histoire, lors de ses entretiens avec Antoine Garapon en octobre 2011 pour France Culture. Jean-Denis Bredin est alors élevé par sa mère, remariée avec l’avocat Jean Lemaire, futur bâtonnier du barreau de Paris. Quand il entre en classe de 5e au lycée Charlemagne, pendant l’Occupation, il est inscrit sous le nom de son beau-père, abandonnant le nom de son père, Hirsch. Par décret du 16 mars 1950, il obtient de changer définitivement son nom d'origine, prenant celui de sa grand-mère maternelle, Sara Bredin.
Marié avec Danièle Hervier, décédée en 2018, il a deux enfants, Olivier et Frédérique.

#### Formation
À la fin de ses études secondaires au lycée Charlemagne, il suit un double cursus de lettres et de droit à la Sorbonne. Il est diplômé de la faculté des lettres de Paris (licence, 1949) et de la faculté de droit de Paris (doctorat, 1950).
Il prépare l'agrégation de droit privé, à laquelle il est reçu premier en 1957. Il est alors le plus jeune agrégé de France.

### Carrière

#### Professeur
Jean-Denis Bredin est nommé professeur à la faculté de droit de Rennes (1957-1967), à la faculté de droit de Lille (1967-1969), professeur de droit privé à l’université Paris-Dauphine (1969-1971) et enfin professeur à l’université de Paris I-Panthéon-Sorbonne, où il enseigne plus de vingt ans, jusqu'en 1993,.
Il est coauteur du traité Droit du commerce international, en collaboration avec le doyen Loussouarn en 1969.
À partir de 1993, il est professeur émérite à l’université Paris-I Panthéon-Sorbonne.

#### Avocat

##### Débuts
Jean-Denis Bredin n’a que 20 ans et il est encore mineur lorsqu’il est admis au barreau de Paris, en 1950. Il est désigné premier secrétaire de la conférence du stage l’année suivante. Il installe alors son cabinet chez sa mère.
Il fait son stage au cabinet de Jacques Isorni en compagnie de son demi-frère, Philippe Lemaire.
Isorni avait été l’avocat de Pétain après avoir défendu des communistes devant les Sections spéciales pendant l'Occupation. Il plaidera ensuite pour les inculpés de l'OAS. Jean-Denis Bredin dit de lui : « Ceux qu'il avait défendus, il ne cessait de les aimer, de les exalter. Beaucoup de ses confrères ne le comprirent pas dans cet acharnement passionnel à poursuivre inlassablement sa mission d'avocat. Mais même ceux qui ne l'aimaient pas admiraient son talent et son audace ».

##### Association avec Robert Badinter et Jean-François Prat
Parallèlement à sa carrière de professeur de droit civil à l’université, Jean-Denis Bredin fonde en 1965 avec Robert Badinter le cabinet d'avocats Bredin Badinter. Dans un premier temps, le jeune cabinet s’oriente vers l’arbitrage et le contentieux.
Avec leur enfance marquée par la guerre, leur engagement à gauche, et tous deux agrégés des facultés, Jean-Denis Bredin et Robert Badinter sont plus que de simples associés. « Au palais de justice on ne s’y trompe pas : on les surnomme les Bread and Butter ».
Leur cabinet va défendre de grandes causes et connaître des affaires célèbres : Boussac, talc Morhange, le baron Empain, l'Aga Khan, Chagall. Après la mort de Picasso, Jean-Denis Bredin fait reconnaître la paternité de l’artiste sur ses deux enfants adultérins, Claude et Paloma. À l’issue d’une longue bataille judiciaire, il leur permet d’obtenir leur part d’héritage (1974).
Lorsque Jean-François Prat les rejoint, en 1969, leur cabinet étend son activité au droit des sociétés. En 1981, Robert Badinter est nommé garde des Sceaux par le président Mitterrand, et quitte la structure.
Après sa réorientation vers le droit des affaires, le cabinet Bredin Prat participe à toutes les grandes opérations boursières françaises de 1980 à 2010 (Total-Elf, Sanofi-Aventis…). Bredin Prat intègre deux associés américains, Richard Schepard et Elena Baxter, et développe son activité vers la Chine et les États-Unis.
Avec 180 avocats dans ses bureaux de Paris et Bruxelles, le cabinet Bredin Prat est aujourd'hui considéré comme l'un des cabinets d'affaires français les plus prestigieux.

##### Plaidoiries
Grand spécialiste du droit civil et du droit commercial, Jean-Denis Bredin est également connu pour son intense activité d'avocat plaidant et son engagement pour de grandes causes historiques. Il s'est particulièrement illustré en défendant la mémoire de Guillaume Seznec en 2006 pour sa réhabilitation devant la Cour de révision.
Jeune avocat, il est mandaté par Pierre Bergé pour défendre Yves Saint-Laurent contre son licenciement par Dior. Aux assises, il défend des militants du FLNC impliqués dans l’attentat contre le château de la belle-famille de Jean d’Ormesson en 1978. Il est aussi l’un des premiers avocats de Luc Tangorre.
Jean-Denis Bredin plaide pour le couple Fabius contre l’hebdomadaire Minute ainsi que pour Bertrand Poirot-Delpech, attaqué en diffamation par Roland Gaucher qu’il avait qualifié de SS. Il est l’avocat du musée du Louvre et de son conservateur en chef, Pierre Rosenberg. Il défend Michaël Levinas dans la succession d’Emmanuel Levinas.
Il plaide également pour Bernard Arnault et Jean-Luc Lagardère. Il est l’avocat de la Générale des Eaux et plaide dans les affaires Alcatel et Cogedim.
En 2007, il est l'avocat du juge d'instruction Renaud van Ruymbeke, entendu par le Conseil supérieur de la magistrature dans l'affaire Clearstream. Les poursuites contre le juge sont abandonnées en 2012.
À partir de 1977, il rejoint l’avocat Jean-François Le Forsonney pour la révision de la condamnation de Christian Ranucci ; avec lui, il dépose une première requête le 10 août 1978, laquelle sera rejetée ainsi que les suivantes. Avec son confrère Yves Baudelot, il défend Dany Leprince contre la France devant la Cour européenne des droits de l’Homme en 2011.
Jean-Denis Bredin écrit beaucoup sur l'art de l'éloquence et sur la profession d'avocat. On retiendra notamment Convaincre, Dialogue sur l'éloquence en collaboration avec Thierry Lévy (Odile Jacob, 1997).

#### Arbitre
Jean-Denis Bredin exerce de nombreuses fois en qualité d’arbitre, y compris dans des affaires majeures. Il est notamment choisi par le gouvernement français pour le règlement des suites de l’affaire Greenpeace face à la Nouvelle-Zélande, obligeant la France à verser des dommages et intérêts en réparation de l’exfiltration des prisonniers.
Sous la présidence de l’ancien ministre espagnol José Pédro Perez-Llorca, il rend une sentence en 1996 condamnant Thomson dans un volet de l’affaire des frégates de Taïwan.
En 2007, Jean-Denis Bredin est désigné arbitre dans la procédure contestée entre le Crédit Lyonnais et Bernard Tapie. La sentence allouant à Bernard Tapie la somme de 403 millions d’euros de dommages et intérêts fait l’objet d’une vive polémique en raison des liens qu’avait entretenus le troisième arbitre, le magistrat Pierre Estoup, avec Bernard Tapie.

À l’instar de l’ancien président du Conseil constitutionnel Pierre Mazeaud, co-arbitre, Jean-Denis Bredin voit son domicile perquisitionné et il est entendu sous le statut de témoin assisté. À l’issue de l’enquête, Jean-Denis Bredin et Pierre Mazeaud ressortent totalement innocentés, l’escroquerie à l’arbitrage en bande organisée ne visant finalement, aux yeux des juges, que Bernard Tapie, Pierre Estoup et Maurice Lantourne. À la fin du procès, les différents prévenus sont tous relaxés. Seule l’ancienne ministre de l’Économie, Christine Lagarde, est condamnée pour négligence parce qu’elle n’a pas contesté la sentence,.

### Vie publique et politique

#### Engagement au MRG
Jean-Denis Bredin s’engage, après les événements de Mai 68, dans la vie politique. Il travaille avec Edgar Faure (Parti radical), alors ministre de l’Éducation nationale, à la réforme de l'enseignement supérieur.
Il participe à la rédaction de la loi d'orientation de l'enseignement universitaire, qui marque une rupture dans l'enseignement français en intégrant des revendications de Mai 68 et qui est adoptée à une large majorité.
Jean-Denis Bredin rejoint le comité du Nouveau Contrat social, créé par Faure en 1970, puis il adhère au Mouvement des radicaux de gauche (MRG), dont il devient vice-président de janvier 1976 à 1980.

#### Rapports sur le cinéma et l'audiovisuel
En 1978, il publie Éclats, dialogue avec Jack Lang sur la place de l’art dans la culture. Le texte est annoté par l’homme de théâtre Antoine Vitez.
En juillet 1981, Jack Lang lui confie la présidence de la Commission sur la réforme du cinéma. Le rapport Bredin insiste sur la nécessité de préserver le caractère « artisanal » du cinéma français face à l’industrie du cinéma américain, suggérant une politique du film favorable à la diversité et au pluralisme de la création. Ce rapport est bien accueilli par la commission des Affaires culturelles du Sénat, qui le décrit en ces mots : « Mais, outre que ce rapport est bien écrit — ce qui n'est pas si fréquent — et qu'il comporte des analyses souvent très fines (par exemple sur les relations entre le cinéma et la télévision), on peut considérer ce travail comme le plus riche et le plus complet qui ait été rédigé ces dernières années sur l’industrie et l'art du cinéma ».
À la même époque, il est vice-président, avec François-Régis Bastide, de la Commission d'orientation et de réflexion sur l'audiovisuel, dite « Commission Moinot ». Le travail de cette commission sert à l’élaboration de la loi sur la communication audiovisuelle, adoptée le 29 juillet 1982, qui met fin au monopole d’État et crée la Haute autorité (devenue le CSA). En 1983, il est sollicité par trois ministères pour un rapport sur le thème spécifique de l’enseignement du cinéma, le « deuxième rapport Bredin ». Il propose une vaste refonte de l’offre de formation en encourageant notamment le développement d’un Institut supérieur national (future FEMIS), l’enseignement dans les lycées mais aussi la création de véritables diplômes universitaires.
À la demande de François Mitterrand, il rédige en 1985 un rapport sur les nouvelles télévisions hertziennes. Ce rapport remis au Premier ministre se prononce en faveur de la création télévisuelle et admet le principe de télévisions privées.
De 1982 à 1986, il est président du conseil d'administration de la Bibliothèque nationale.
De 1993 à 1997, il préside l'Institut Pierre-Mendès-France.

### Tribunes
Au-delà de son œuvre d'écrivain, Jean-Denis Bredin prend régulièrement position lors des débats de société qui animent la vie intellectuelle française. La justice et les libertés sont ses sujets de prédilection.
Il participe à la rédaction de Liberté, libertés, ouvrage collectif réunissant Jacques Attali, Régis Debray, Laurent Fabius, Roger-Gérard Schwartzenberg, Michel Serres, paru en 1976 sous la direction de Robert Badinter. Ces textes issus des réflexions du Comité pour une charte des libertés sont préfacés par François Mitterrand.
Il signe dans la revue Pouvoirs, notamment avec Jacques Delors. Il intervient aussi dans la revue Le Débat : sur la Révolution, en même temps que Pierre Rosanvallon, sur le mitterrandisme, aux côtés de Pierre Nora.
Il publie en 1976 une tribune remarquée « Être avocat, messieurs... » à la suite des propos des ministres de la Justice et de l'Intérieur dans l'affaire Patrick Henry, pour défendre l'importance de rendre justice sans colère ni vengeresse précipitation, et de respecter la présomption d'innocence et l'instruction. Il y mentionne : « [Être avocat] c’est interdire à la haine d’être présente à l’audience ».
En 2006, devant l’Académie des sciences morales et politiques, il alerte sur la responsabilité du juge : « Le vedettariat risque d'être une tendance naturelle du juge, liée à la théâtralité de la Justice […]. Qu'il ne s'attribue pas pour rôle d'être "le grand purificateur ! […] ».
Avec François Sureau, il s’insurge contre l’« effrayante réalité de la loi » instaurant, le 25 février 2008, la rétention de sûreté. Ou comment un humain « peut rester "retenu" sans infraction, sans jugement, sans peine prononcée, parce qu'il est "dangereux" ».
Quelques mois après l’entrée en vigueur, le 1er janvier 2001, de la loi présomption d’innocence, il plaide pour que celle-ci ne s’applique pas uniquement aux innocents.
Ses interventions prennent un tour plus politique, au moment de la montée du Front national (RN ex FN) et de la résurgence de l’antisémitisme.

### Écrivain

#### L'affaire Dreyfus

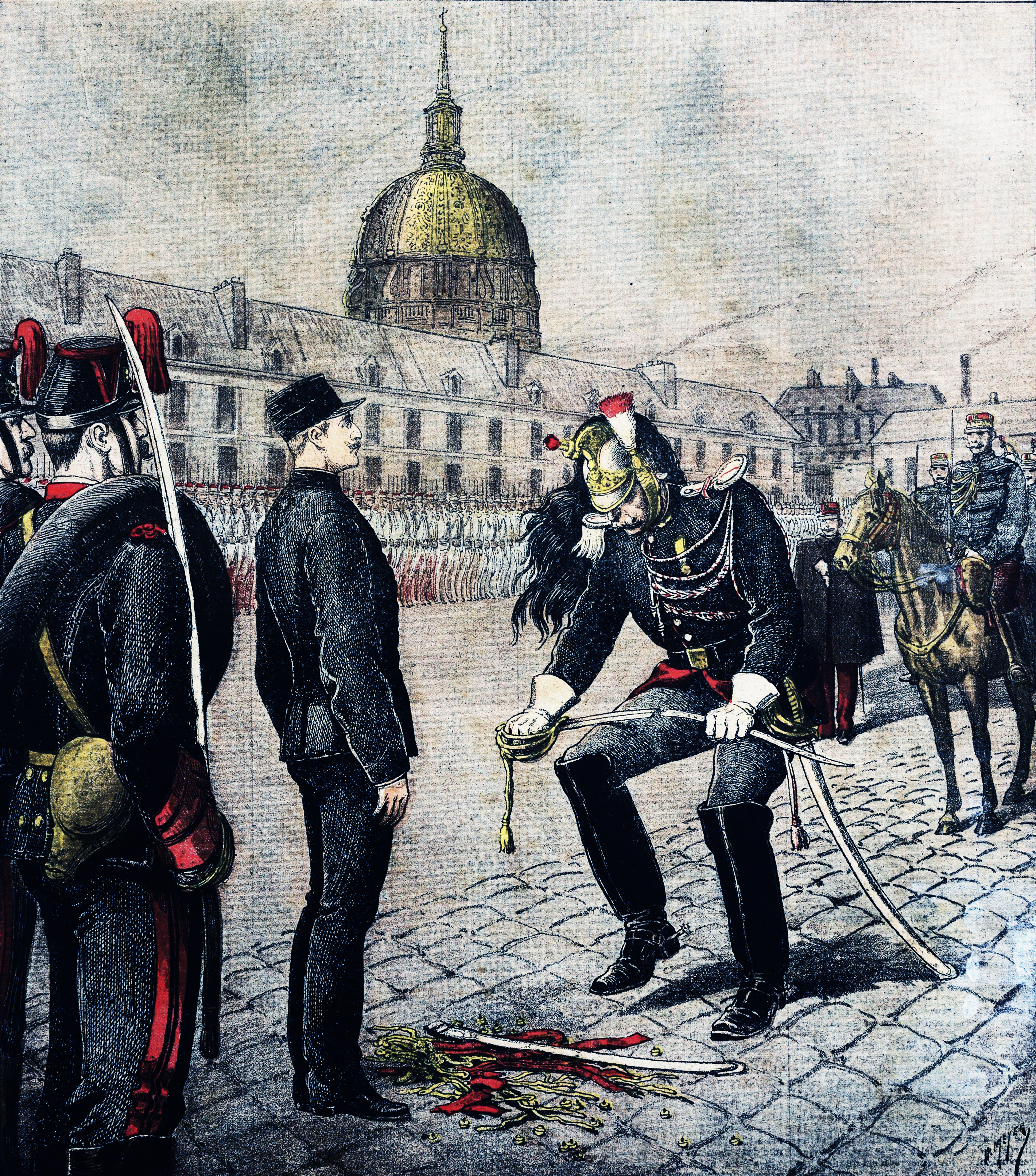
Représentation de la dégradation d'Alfred Dreyfus dans la court Morland de l'École militaire de Paris, le 5 janvier 1895.

Auteur d’une œuvre abondante, Jean-Denis Bredin est à la fois spécialiste des grandes causes de l’histoire de France au XIXe siècle, et romancier.
Avec L’Affaire, il écrit un livre considéré comme ouvrage de référence sur l'affaire Dreyfus, et récompensé,. Reconnu comme spécialiste de cet événement qui a marqué la vie politique et la société française, Jean-Denis Bredin préface ou introduit nombre d’ouvrages publiés depuis.
Après sa parution chez Julliard en 1983, cette biographie est l’objet de nombreuses rééditions revues et augmentées. Dès sa parution, le livre connait une portée internationale, étant notamment édité à New-York en 1986 par les éditions George Braziller, puis à Londres l’année suivante par Sidgwick and Jackson.
L’Affaire lui demande huit ans de travail et recherches, au cours desquels il s’entretient notamment avec Pierre Mendès France, qui l’a encouragé et « soutenu de son amitié vigilante » (cf. préface de L’Affaire).
Il s’appuie également sur les témoignages des descendants du capitaine : « Lorsque j’ai commencé à étudier l’affaire Dreyfus, dit Jean-Denis Bredin, j’ai eu la chance de travailler avec la fille d’Alfred Dreyfus, Jeanne Lévy, qui était encore en vie ».
« Non, l'affaire Dreyfus n'est pas un dérapage ni une erreur, démontre l’avocat historien. C'est un crime commis au nom de la France pour servir des intérêts tenus pour supérieurs. L'histoire en offre d'autres exemples ».
Neuf ans après la première publication, il revient sur le sujet dans une recherche biographique sur le premier des dreyfusards, l’écrivain Bernard Lazare, journaliste politique et militant anarchiste.

#### Biographies
Jean-Denis Bredin consacre d’autres essais biographiques à des personnages historiques comme l’abbé Sieyès, la famille Necker, Charlotte Corday, ou Joseph Caillaux.
L’avocat fait le récit de deux « procès iniques » dans deux ouvrages. Avec Un tribunal au garde-à-vous, publié en 2002, il rappelle par le menu le procès infamant intenté à Pierre Mendès France par le tribunal militaire de Clermont-Ferrand, le 9 mai 1941, qui le juge sur une fausse accusation, et condamne le futur résistant à six ans de prison. « Vivre sans honneur lui était impossible », dit de lui Jean-Denis Bredin.
Quant au procès de Riom de 1942, où le régime de Vichy poursuivait Léon Blum et Édouard Daladier, il le qualifie de « tribunal de la honte » dans son livre L’Infamie : « Rarement le droit et la justice n'avaient été traités avec tant de mépris ».
Jean-Denis Bredin est aussi l’auteur de romans. En 1985 paraît Un coupable. « Il place ses débuts tardifs de romancier sous le signe d'un laconisme et d'un moralisme très camusiens », écrit le critique du Monde.
Suivront, en 1986 : L’Absence ; en 1988 : La Tâche ; en 1990 : Un enfant sage ; en 1991 : Battements de cœur ; en 1994 : Comédie des apparences ; en 2007 : Trop bien élevé.

### Académicien
Jean-Denis Bredin est élu à l'Académie française, le 15 juin 1989, au fauteuil de Marguerite Yourcenar (3e fauteuil). Le nouvel Immortel, « représentant » des avocats à l'Académie où siégèrent Maurice Garçon, Georges Izard, Edgar Faure, est élu au premier tour de scrutin.
Dans son discours de réception, le 17 mai 1990, jour de ses 61 ans, il fait l’éloge de l’écrivaine décédée aux États-Unis le 17 décembre 1987,,. « Dans son œuvre, dans sa vie, elle a infatigablement défendu ce qui donne à l’aventure humaine, comme elle disait, son plus grand espace, sa plus haute dignité. Elle a voulu que chaque vie fût une conquête de la liberté, libre le corps, libres les mœurs, libre l’intelligence, libres les curiosités, les passions et les indifférences. »
Ses discours et travaux académiques traitent notamment de « L’information publique : devoirs sans droits ou droit sans devoirs », lors de la séance publique annuelle des cinq Académies (1991) ; suivi par sa réponse au « Discours de réception de Marc Fumaroli » (1996), puis par « Le témoignage et l’imaginaire » (1996). Il prononce le « Discours sur la vertu » (1997), et le « Discours sur les prix littéraires » (1998).
En 1999, Jean-Denis Bredin déclare à un journaliste de L'Histoire : « En une vie d'académicien, on n'a de toute façon le temps de ne traiter que quatre ou cinq lettres de l'alphabet. Je suis arrivé pour la lettre L. Dix ans après nous voici à la lettre M. Si je vis vieux, je connaîtrai peut-être le R ». En 2020, les Académiciens en sont à la lettre S. À la mort de Jean d'Ormesson, le 5 décembre 2017, Jean-Denis Bredin devient doyen d’élection de l’Académie française.

## Publications
- La République de Monsieur Pompidou, Fayard, Paris, 1974.
- Les Français au pouvoir, Grasset, Paris, 1977.
- Joseph Caillaux, Hachette, Paris, 1980.
- L'Affaire, Paris, Julliard, 1983, 551 p. (ISBN 2-260-00346-X). Grand prix Gobert 1984, 8e prix Fondation Pierre-Lafue 1984. Réédition : L'Affaire, Paris, Fayard, 1993, 856 p. (ISBN 2-213-03138-X).
- Un coupable, Gallimard, Paris, 1985.
- L’Absence, Gallimard, Paris, 1986.
- La Tâche (nouvelles), Gallimard, Paris, 1986.
- Sieyès : la clé de la Révolution française, Librairie générale française, Paris, 1990.
- Un enfant sage (roman), Gallimard, Paris, 1990.
- Battements de cœur, Fayard, Paris, 1991.
- Bernard Lazare, de Fallois, Paris, 1992.
- Comédie des apparences, Odile Jacob, Paris, 1994.
- Christian Ranucci, vingt ans après (Collectif), avec Gilles Perrault, Héloïse Mathon, Jean-François Le Forsonney et Daniel Soulez Larivière, Julliard, Paris, 1995.
- Encore un peu de temps, Gallimard, Paris, 1996.
- Une singulière famille : Jacques Necker, Suzanne Necker et Germaine de Staël, Fayard, Paris, 1999 (Prix du nouveau cercle de l'union 1999)
- Rien ne va plus, Fayard, Paris, 2000.
- Lettre à Dieu le Fils, Grasset, Paris, 2001.
- Un tribunal au garde-à-vous. Le procès de Pierre Mendès France, 9 mai 1941, Fayard, Paris, 2002.
- Et des amours desquelles nous parlons, Fayard, Paris, 2004.
- On ne meurt qu'une fois, Charlotte Corday, Fayard, 2006.
- Trop bien élevé, autobiographique, Grasset, 2007.
- Ce rendez-vous avec la gloire, Fayard, Paris, 2009.
- L'Infamie. Le procès de Riom, février-avril 1942, Grasset, Paris, 2012.